# Cubelos (Dozón)
Cubelos es una entidad de población española del municipio de Dozón, perteneciente a la provincia de Pontevedra, en la comunidad autónoma de Galicia.

## Historia
Hacia mediados del siglo XIX, el lugar, una aldea perteneciente ya por entonces a la parroquia de Dozón y al municipio de Dozón, tenía contabilizada una población de 20 habitantes. Aparece descrito en el séptimo volumen del Diccionario geográfico-estadístico-histórico de España y sus posesiones de Ultramar de Pascual Madoz de la siguiente manera:

CUBELOS: ald. en la prov. de Pontevedra, ayunt. de Dozon y felig. de Sta. Maria de Dozon (V.). pobl.: 4 vec. y 20 almas.
(Madoz, 1847, p. 194)

En 2022, la entidad singular de población de Cubelos tenía empadronados 16 habitantes.